# Molophilus obliteratus
Molophilus obliteratus là một loài ruồi trong họ Limoniidae. Chúng phân bố ở miền Australasia.